# 網地島ライン
網地島ライン株式会社（あじしまライン）は、宮城県石巻市門脇町にある海運会社。

## 概要
1978年に石巻 - 田代島 - 網地島間の定期船を運航していた友福汽船と網地島漁協の船舶部門を合併し、両者に加え石巻市や牡鹿町が出資して発足した第三セクターの会社である。2006年に網地島 - 鮎川の石巻市営航路を引き継ぎ、現在の形となる。
石巻港（内港。旧北上川沿い河川港）から、石巻市に属する離島である田代島、網地島を経由して、金華山へむかう連絡船の港でもある、牡鹿半島の先端に位置する鮎川港までを、所有する2隻の船で結んでいる。
随時、田代島、網地島両島の急患搬送に当たっている他、仙台湾内でのクルーズ、船舶チャーターも受け付けている。

## 沿革
- 1978年（昭和53年）：友福汽船と網地島漁協の船舶部門を合併し発足。
- 1984年（昭和59年）：マーメイド就航
- 1988年（昭和63年）：ブルーライナー就航
- 2006年（平成18年）4月：石巻市営汽船「牡鹿丸」による鮎川〜長渡航路が廃止、網地島ラインに一本化
- 2011年（平成23年））3月11日：東北地方太平洋沖地震の津波により石巻港の社屋・待合室・関連事業の飲食店が完全に流されるなど被害を受ける。石巻湊（石巻漁港）を使用した限定的な運航再開を計画している[2]。船舶は3隻全て、被害は無かったものの、12日にかけて海上保安庁の船舶・ヘリコプターによる乗員・乗客の救出作業が行われた。1隻から乗客11名が救助されている。
- 2011年（平成23年）3月12日：行方不明の旅客船「みゅう」を海上保安庁のヘリコプターが発見し、乗船者2名全員が吊り上げ救助される[3]。同日、石巻郊外の「ブルーライナー」から病気を発症した乗客1名、海上保安庁の監視取締艇にて救助される[4]。
- 2011年（平成23年）3月24日：地震により運休していたが、暫定的に毎日1便ずつの運行を再開する。使用船舶は「マーメイド」で、運賃は3月中は無料とする[5]。発着場所だった岸壁が地震と津波で破壊されたため、応急的に復旧した石巻工業港の日和埠頭[6]を使用して運航が再開された。
- 2018年（平成30年）12月1日：新造船「マーメイドII」就航に伴いダイヤ改正。同時に石巻港中央発着所の供用開始（従来の門脇発着所も併用）、全便大泊港への立ち寄りを再開。
- 2018年（平成30年）12月21日：復旧工事のため門脇発着所を従来駐車場として使用していた場所に移転。
- 2019年（平成31年）3月12日：新造船「シーキャット」就航、「ブルーライナー」「みゅう」引退に伴いダイヤ改正。

## 航路
石巻中央発着所または石巻門脇発着所 - 大泊港（田代島） - 仁斗田港（田代島） - 網地港（網地島） - 長渡港（網地島） - 鮎川港
- 通常ダイヤでは石巻港との間は1日3往復。7月中旬 - 8月中旬は夏季ダイヤとなり、うち土曜・日曜・祝日・お盆期間は1日4往復に増便される。
- 混雑状況によっては、石巻中央発着所と石巻門脇発着所の着発を入れ替えることもある。また、臨時ダイヤ運行時や、当日の気象状況次第で大泊港には寄港しないこともあるため注意が必要。
- 田代島が「猫の島」として人気を得てからは、行楽期を中心に満員のため乗船できない場合もあるため注意が必要（但し、同一ダイヤで2艇同時で運航することもある）。なお、乗船予約は受け付けておらず、当日先着順となる。
- 積み残しが出る場合は、随時臨時便が運航される。臨時便の案内は船内または各島の有線放送で行われる。電話問い合わせにも対応しているが、ホームページでは案内されない。なお、リアルタイムの運行状況はツイッターで告知している。
- 車両航送も可能だが搭載できる台数に限りがあることから、完全予約制である。また、車両に関しても大型車の航送は不可。

## 船舶
フェリー 「マーメイドII」
総トン数：113 t
航海速力：17 kt
定員：231名
載貨重量：44t
渡辺造船所建造。2018年12月より就航。
高速船 「シーキャット」
総トン数：109 t
航海速力：25 kt
定員：220名
生活物資の輸送も行う。夜間は田代島に停泊し、夜間急患搬送に対応。2019年3月より就航。

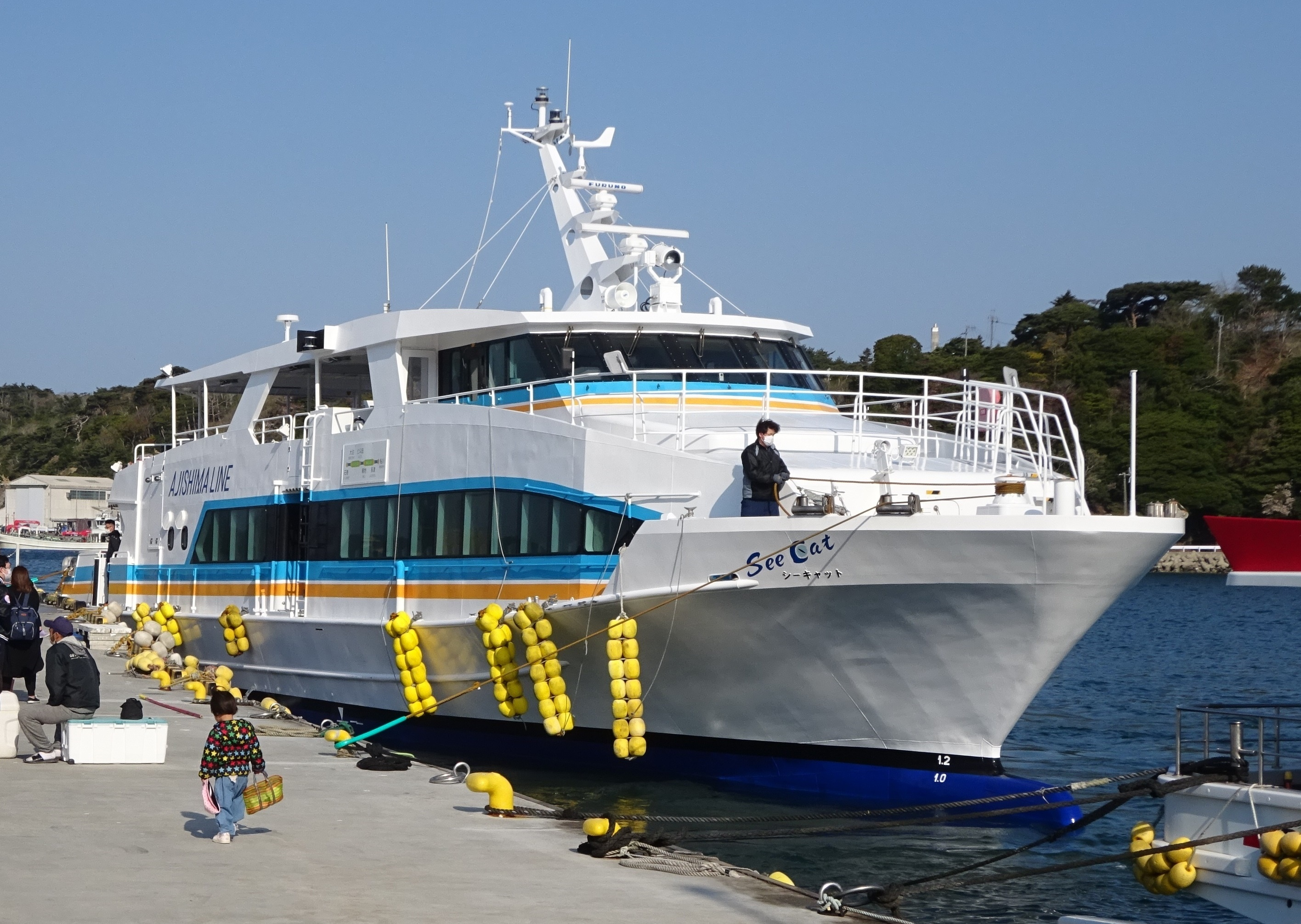
新たに就航した高速船シーキャット （2022年5月）
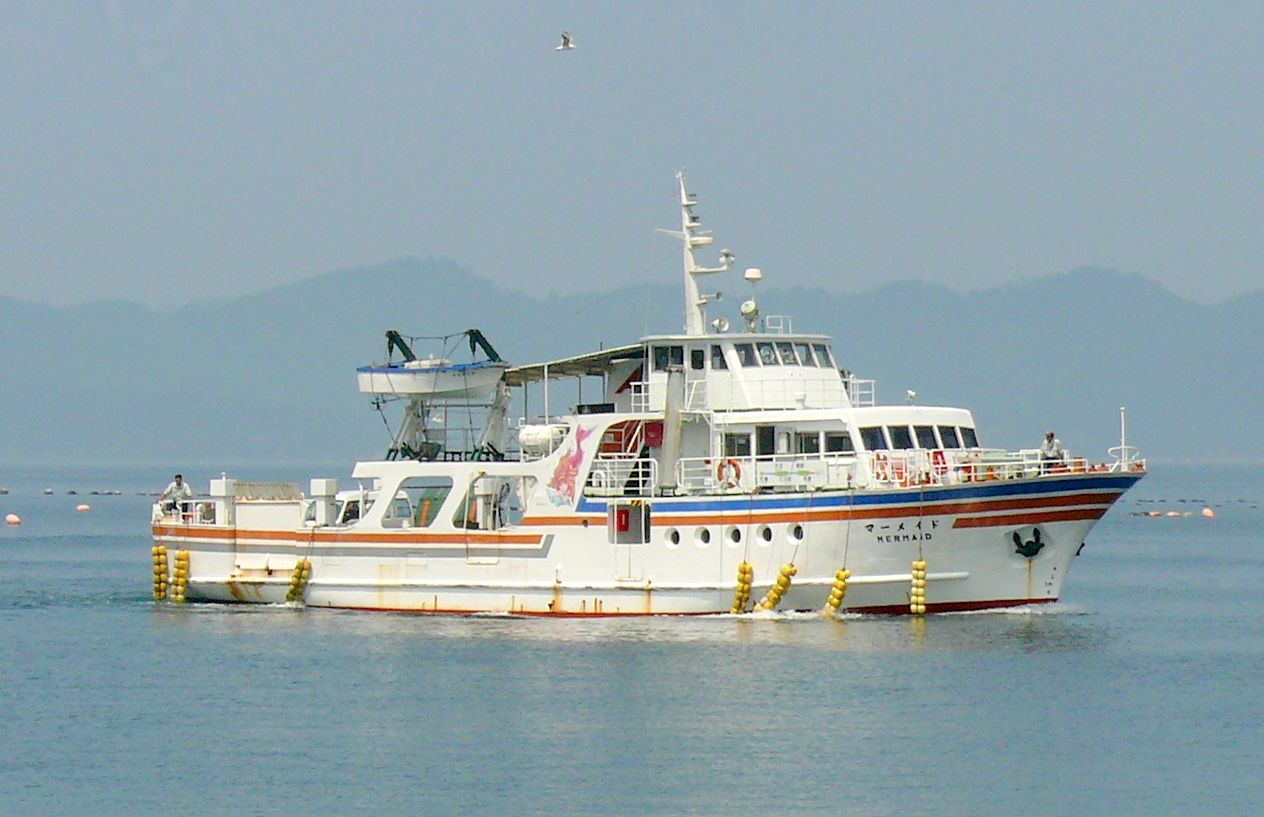
田代島の仁斗田港に入るマーメイド。 （2010年6月22日）
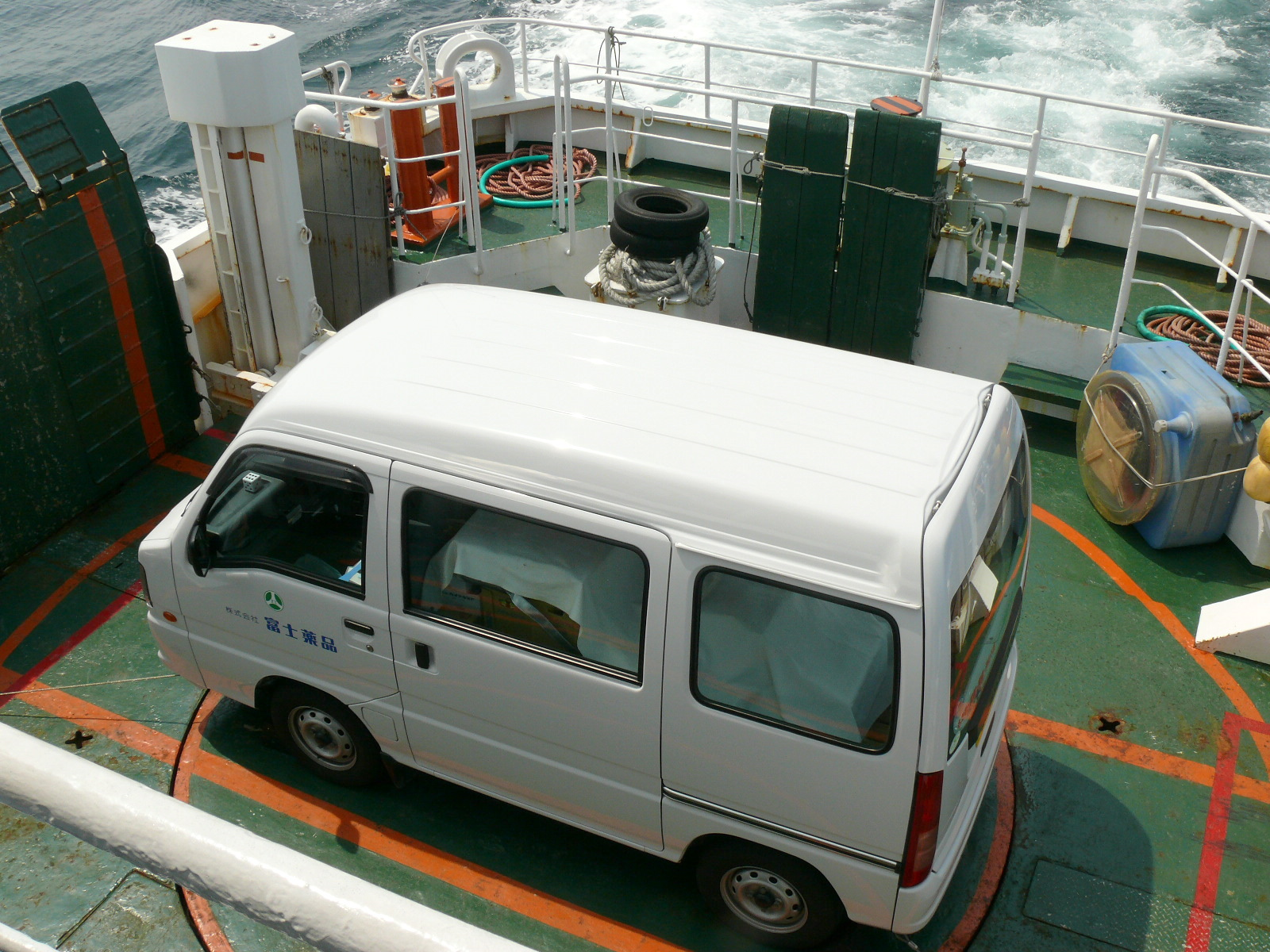
マーメイドの車両甲板に設置された転車台。車両の積載時に使用する。 （2010年6月22日）
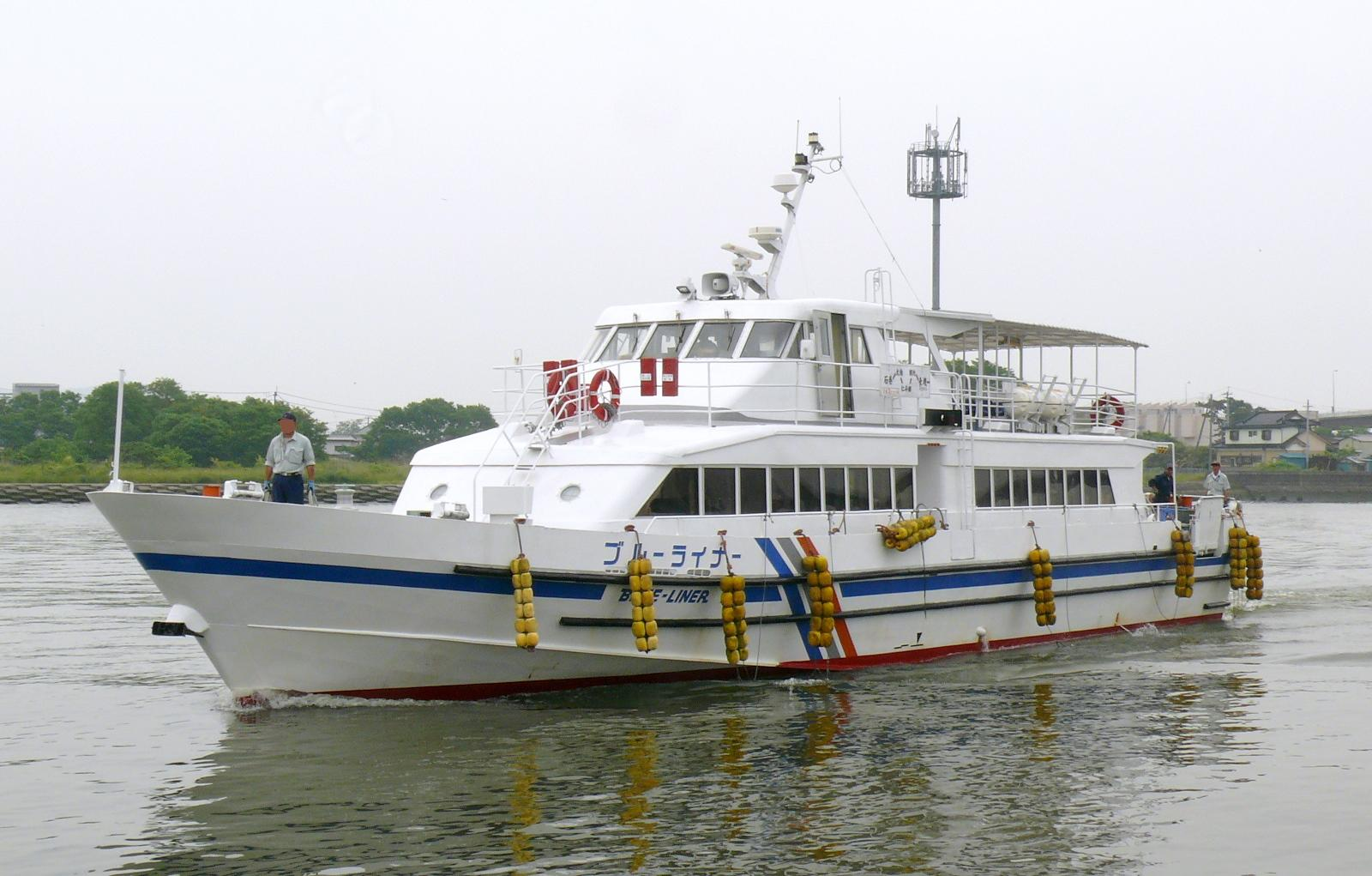
石巻港に到着するブルーライナー。 （2010年6月22日）
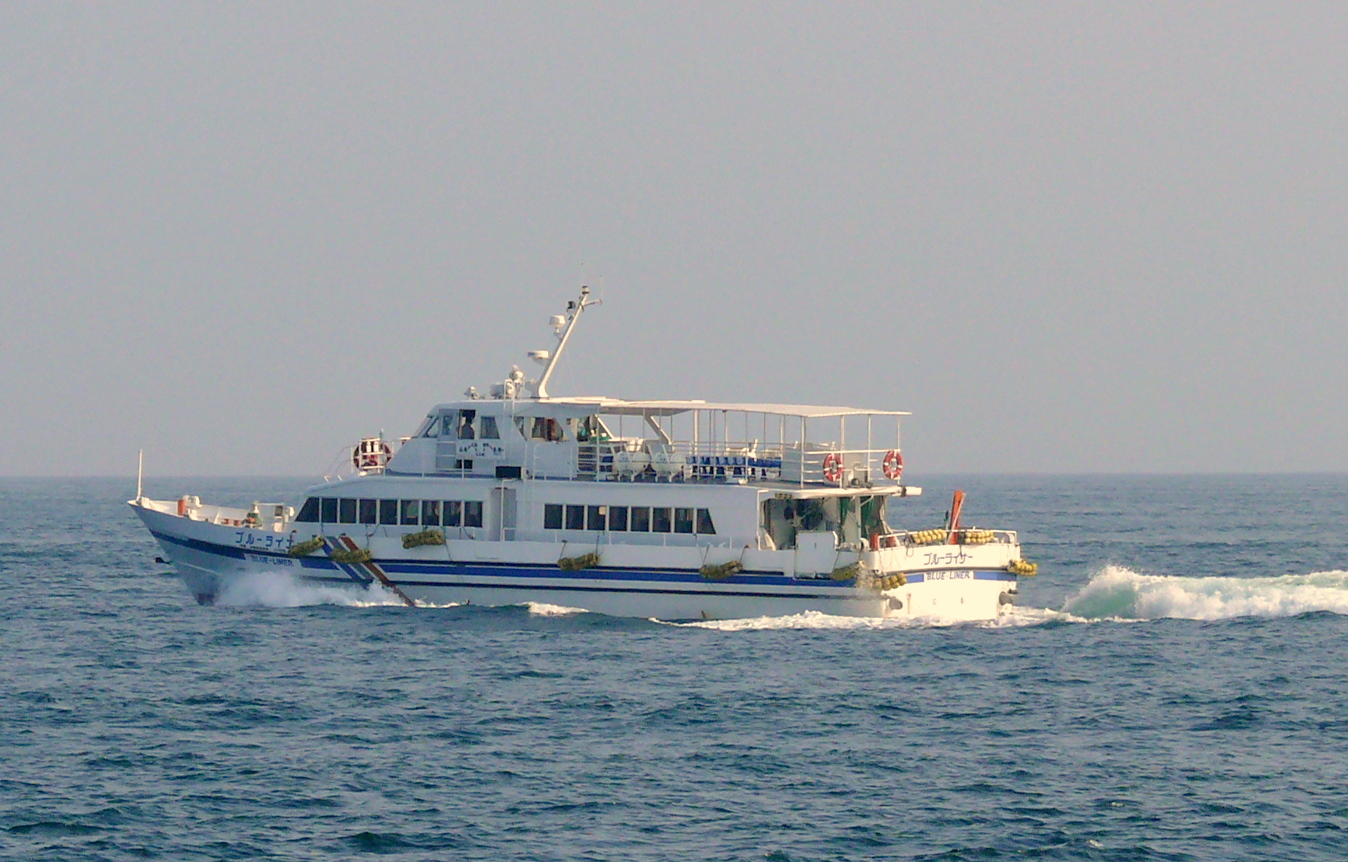
仙台湾を航行するブルーライナー。 （2010年6月22日）

## 引退した船舶
フェリー 「マーメイド」
総トン数：116 t
航海速力：11 kt
定員：212名
車両：トラック及び乗用車3台
生活物資全般（燃料やプロパンガスなどの危険物含む）、車両輸送を行う（予約が必要）。但し甲板寸法及び積載方法から、中型トラックなど長大車両の輸送は不可能であった。
かつて旧北上川の中洲（現在の石ノ森萬画館付近）にあった村上造船所製。
「マーメイドII」就航に伴い引退。
高速船 「ブルーライナー」
総トン数：101 t
航海速力：18.2 kt
定員：220名
三菱重工業下関造船所建造、1988年6月26日竣工、同年7月3日就航。
「シーキャット」就航に伴い引退。
小型客船 「みゅう」
総トン数：19 t
航海速力：18 kt
定員：73名
元四国汽船「かもめ」。四国汽船で引退後国内各地を転々とした経歴を持つ。「シーキャット」就航に伴い引退。売却され愛知県東海市のイーラインで交通船となっている。
鮎川〜網地島（網地・長渡）のみの就航であった。

## アクセス

### 石巻中央発着所
JR石巻駅から徒歩15分程度、またはミヤコーバス山下門脇線で「中央一丁目」下車徒歩1分。 マンション「リバーサイドMOTOMACHI」2階が事務所・乗船券うりば・待合室となっている（道路に面したエントランスはマンション住民専用であり出入りできないため注意。乗船券うりばへは、奥の岸壁に沿った階段を上る）。

### 石巻門脇発着所
いずれもJR石巻駅から
路線バス

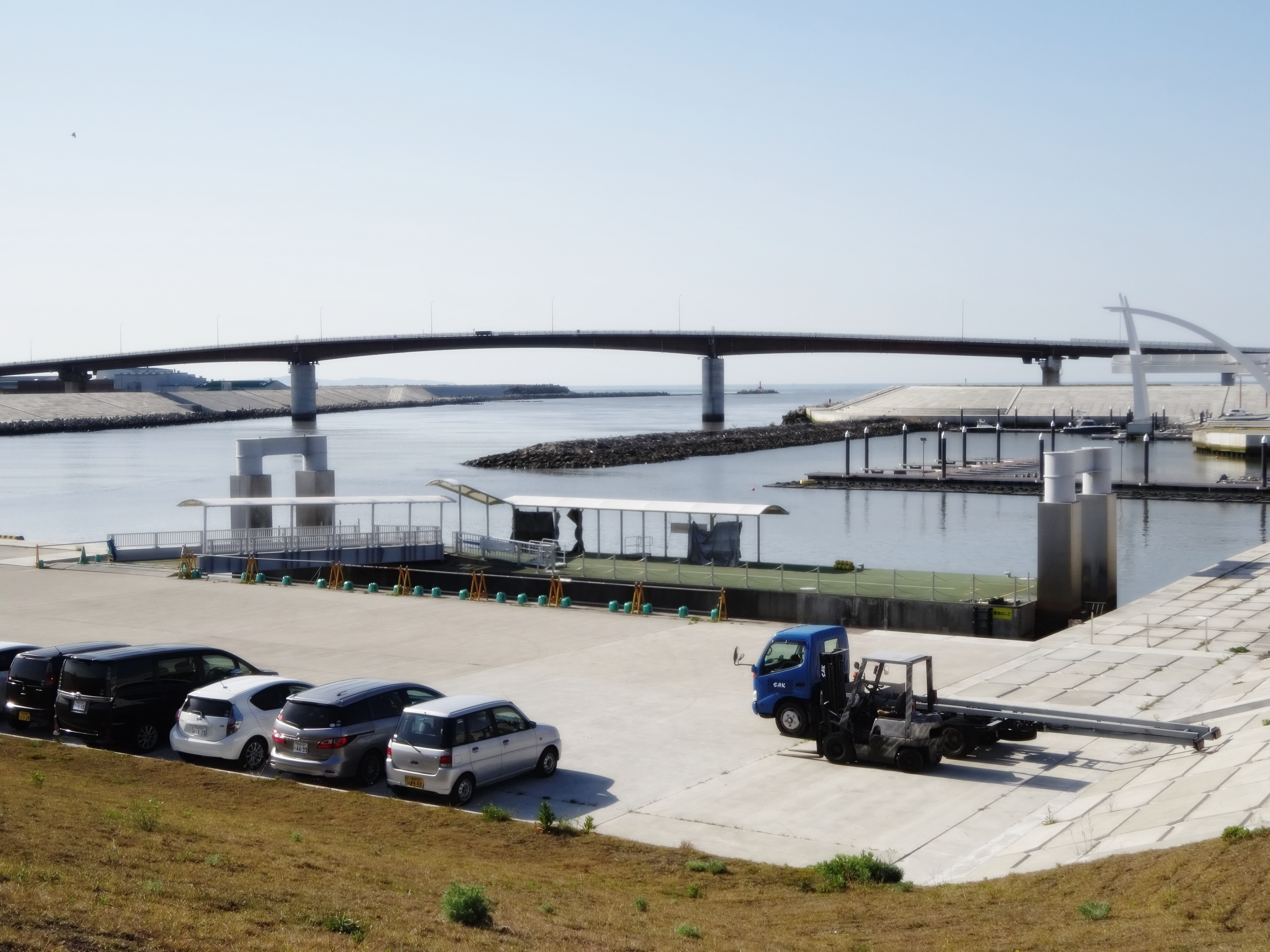
移転後の石巻港門脇発着場

- ミヤコーバス山下門脇線で「門脇二丁目」下車徒歩5分。

タクシー
- 所要時間10分程度・料金1,000円程度。

徒歩
- 所要時間30 - 40分程度（距離2.2kmほど）。

なお、マイカー利用者向けに、石巻門脇発着所前に無料駐車場が用意されている。

### 鮎川港発着所
鮎川港の観光桟橋にある。
- ミヤコーバス　湊町二丁目・渡波経由鮎川港行（JR石巻駅、渡波駅から乗れる）